# Pachybrachis heptapotamicus
Pachybrachis heptapotamicus là một loài bọ cánh cứng trong họ Chrysomelidae. Loài này được Lopatin miêu tả khoa học năm 1997.